# 2021年香港人口普查
2021年香港人口普查是由香港特別行政區政府統計處負責，並已於2021年6月23日至8月4日期間進行，為期43天。是次人口普查是由行政長官會同行政會議根據《普查及統計條例》（第316章）第9條制定的《普查及統計（2021年人口普查）令》而進行的，有關命令已於2020年10月16日於憲報刊登，為進行人口普查提供法律基礎。
2021年人口普查對全港約九成的住戶進行簡單的點算，以搜集基本資料（例如出生年份和月份、性別等），並通過詳細訪問向其餘約一成的住戶搜集多方面人口及社會經濟特徵的資料。因此，人口普查採用兩款問卷，即「短問卷」及「長問卷」。 
用作簡單點算的「短問卷」只涵蓋一些基本問題。用作詳細抽樣訪問的「長問卷」除了「短問卷」的問題外，亦包括有關人口的社會經濟特徵資料，以及住戶和屋宇單位特徵資料的詳細問題。結合「短問卷」及「長問卷」收集所得的共通資料，可得出人口基本特徵資料的全面點算結果，亦會用作估算「長問卷」搜集所得的社會經濟特徵詳細資料的基礎。

## 宣傳口號及吉祥物[2]
2021年人口普查採用兩個宣傳口號以推廣其重要性及鼓勵住戶使用網上問卷：
普查數據助香港 規劃發展前途創
人口普查網上做 方便保密又環保
此外，2021年人口普查透過兩個吉祥物「阿普」和「阿查」向公眾傳播宣傳信息。
阿普:  阿查: 

## 數據項目[3]
| 人口及社會特徵 - 出生年份和月份* - 性別* - 婚姻狀況 - 慣用交談語言 - 使用其他語言／方言的能力 - 閱讀／書寫語言的能力 - 國籍 - 種族* - 出生地點 * - 需要照顧的長者 | 教育特徵 - 就學情況 - 教育程度（最高就讀程度） - 教育程度（最高完成程度） - 修讀科目 - 上課地點 - 前赴上課地點的交通方式 | 內部遷移特徵 - 普查時刻身在何處* - 在港居住年期 - 5年前居住的地方                                                            |
| 經濟特徵 - 經濟活動身分 - 行業 - 職業 - 是否有兼職 - 主要職業收入 - 兼職收入 - 其他現金收入 - 工作時數 - 工作地點 - 前赴工作地點的交通方式                        | 房屋特徵 - 屋宇單位類型* - 居所類型 - 屋宇單位是否通常或偶然有人居住* - 屋宇單位是否分間樓宇單位* - 居所內廳房數目 - 居所樓面面積* - 單位住戶數目*（以引伸得出） - 單位居住人數*（以引伸得出） - 居所租住權 - 租金 - 按揭供款或借貸還款 | 住戶特徵 - 住戶類型 - 與戶主關係 - 是否住戶成員* - 住戶人數*（以引伸得出） - 住戶結構（以引伸得出） - 住戶收入（以引伸得出） |

備註
以上有 * 者為短問卷涵蓋的項目，長問卷涵蓋以上所有項目（共46項）。

## 數據搜集方法[4]
2021年人口普查採用多模式的數據搜集方法：
在第一階段，住戶可透過以下方法提供所需資料﹕
| - 網上問卷； - 郵寄問卷，隨附回郵信封（只限「短問卷」）；及 - 電話訪問，透過熱線18 2021。 |

政府統計處於資料搜集的第二階段安排統計員到訪尚未遞交資料的住戶，並以平板電腦收集所需資料。
此外，就居住在漁船的住戶，政府統計處根據從空中拍攝在本港水域內所有船隻停泊處的照片估算其數目，並透過漁農自然護理署提供的資料估算其特徵。至於居住在遊艇的住戶，則是向被抽選的住戶寄發一份通知信邀請他們完成及遞交網上問卷。
對於居住在有出入限制或困難的地方的「特定組別人士」，政府統計處已作出特別安排去進行有關的人口點算工作。
因應2019冠狀病毒病疫情，政府統計處呼籲住戶使用網上問卷或電話訪問方式填交問卷，以減少面對面接觸。收到紙本問卷的住戶亦可填寫問卷後寄回統計處。統計員不會到訪已填交問卷的住戶。

## 保密[5]
政府統計處不會向未獲授權人士（包括其他政府部門）透露受訪者的個人資料。根據《普查及統計條例》的規定，向未獲授權人士透露個人或住戶的資料，即屬違法。所有臨時外勤工作人員均需要宣誓，並接受有關強調資料保密的重要，以及資料處理不當可導致的法律後果的培訓。收集所得的所有資料（包括住戶經互聯網提供的資料和統計員以平板電腦收集所得的資料）會以加密方式傳送，並只會在政府統計處指定範圍儲存及處理。暫存於平板電腦的數據會加密，待上載完成後便會移除。此外，所有已填寫的問卷（包括紙本問卷和電子表格）會在統計調查結束後的12個月內銷毁。

## 測試性統計調查[6]
政府統計處於2020年6月23日至8月4日期間進行「2021年人口普查的測試性統計調查」，以測試「2021年人口普查」的問卷設計及運作安排。
是次測試性統計調查涵蓋四個選定區議會分區，即灣仔區、深水埗區、葵青區及沙田區區內約四萬個屋宇單位。獲選屋宇單位內的所有住戶及人士皆被點算。

## 與上一次人口普查的主要分別
與2011年香港人口普查比較，是次人口普查的特點如下﹕
- 數據項目將由2011年的41項增加至2021年的46項，當中包括﹕需要照顧的長者（2021年新增），以及閱讀／書寫語言的能力、工作時數、屋宇單位是否分間樓宇單位和居所樓面面積（2016年新增）。
- 在2021年人口普查中，統計員將如2016年中期人口統計一樣，採用平板電腦進行面談訪問，並新增了電話訪問的數據搜集模式。

## 歷史[7]
自1961年起，香港每10年進行一次人口普查，並在兩次人口普查之間進行一次中期人口統計。
本港曾在1961年、1971年、1981年、1991年、2001年及2011年進行人口普查，並在1966年、1976年、1986年、1996年、2006年及2016年進行中期人口統計。
有關過往人口普查及中期人口統計的資料，可瀏覽下列相關網站：
- 2001年人口普查（页面存档备份，存于）
- 2006年中期人口統計（页面存档备份，存于）
- 2011年人口普查（页面存档备份，存于）
- 2016年中期人口統計（页面存档备份，存于）

## 外部連結
- 2021年香港人口普查網站（页面存档备份，存于）
- 政府統計處 （页面存档备份，存于）